# 12-Stunden-Rennen von Sebring 1969

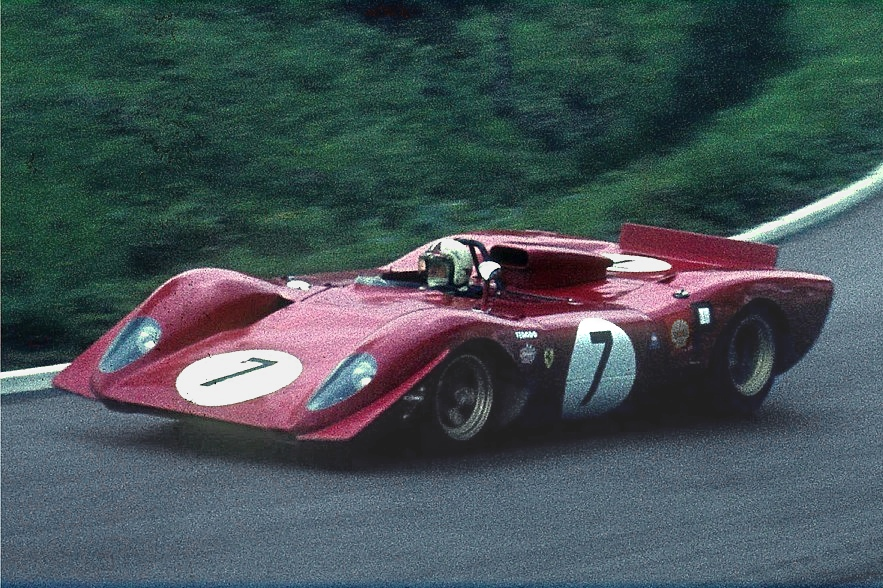
Ferrari 312P mit Chris Amon am Steuer im Juni 1969 beim 1000-km-Rennen auf der Nordschleife des Nürburgrings. Mit demselben Wagenmodell, aber abweichendem Fahrgestell beendeten Amon und Mario Andretti das 12-Stunden-Rennen von Sebring an der zweiten Stelle der Gesamtwertung.

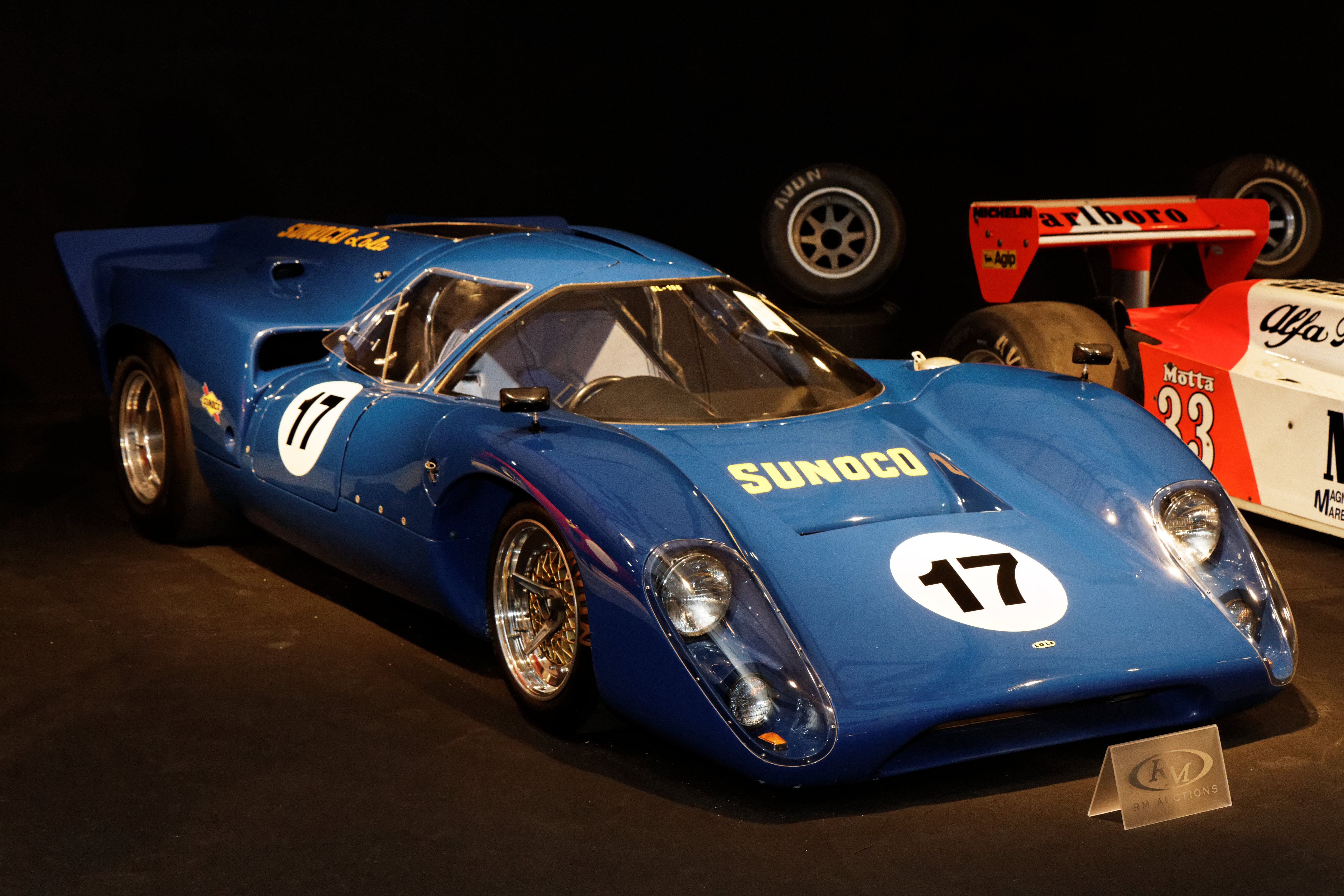
Lola T70 Mk.IIIB GT

Das 17. 12-Stunden-Rennen von Sebring auch, Sebring 12 Hours of Endurance for the Alitalia Airline Trophy, Sebring, fand am 22. März 1969 auf dem Sebring International Raceway statt und war der zweite Wertungslauf der Sportwagen-Weltmeisterschaft dieses Jahres.

## Das Rennen
Nach dem Katastrophenrennen 1966 litten die Veranstaltungen 1967 und 1968 unter massivem Zuschauerschwund am Renntag. Die Scuderia Ferrari kam nach unterschiedlichen Streitigkeiten mit dem Veranstalter nach Jahren der Abwesenheit wieder mit einem Werkswagen nach Sebring. Für die Saison 1969 wurde in Maranello ein neuer Prototyp gebaut, der 312P. Der 312P mit seinem 60°-V12-3-Liter-Motor basierte auf dem Ferrari 312F1 aus der Formel 1. Die Bezeichnung 312 für Rennfahrzeuge führte Ferrari 1966 mit Beginn der 3-Liter-Formel in der Formel 1 ein und verwendete sie bis 1979. Die Zahl 3 stand dabei für den Hubraum von 3 Litern, die Zahl 12 für die jeweiligen 12-Zylinder-Motoren. Das P stand für Prototyp, im Gegensatz zu S für den in 25 Exemplaren gebauten Sportwagen Ferrari 512S. In Sebring gab das Rennwagenmodell mit Chris Amon und Mario Andretti am Steuer sein Renndebüt. Der Vorjahressieger Porsche meldete fünf Porsche 908/02 und zeigte allein durch die Menge der Fahrzeuge, wie wichtig das Team das Langstreckenrennen in Florida nahm. Autodelta war mit dem Alfa Romeo T33/3 ebenso am Start wie der Lola T70 Mk.IIIB GT von Roger Penskes Rennmannschaft, die mit diesem Wagen das Saisoneröffnungsrennen in Daytona gewonnen hatte. Nur geringe Chancen auf den Gesamtsieg wurden den schon in die Jahre gekommenen Ford GT40 von John Wyer eingeräumt.
Die Pole-Position hatte Chris Amon im Ferrari inne. Die Anfangsphase des Rennens dominierte aber der Porsche 908/02 von Joseph Siffert und Brian Redman. Die Alfa Romeos fielen alle bereits in der ersten Rennstunde aus, und bis zum mechanischen Defekt lieferte sich der Penske-Lola T70 von Ronnie Bucknam und Mark Donohue einen spektakulären Zweikampf mit dem Siffert/Redman-Porsche. Im weiteren Verlauf des Rennens bekamen jedoch alle Porsche technische Probleme, und zwei Stunden vor Rennende lagen vier unterschiedliche Marken an den ersten Positionen. Zum Schluss kam es zu einem dramatischen Duell zwischen dem Ferrari und dem Ford GT40 von Jacky Ickx und Jackie Oliver. Beim GT40, der vom zwölften Startplatz aus ins Rennen ging, musste nach dem Qualifikationstraining der Motor gewechselt werden. John Wyer glaubte nicht an eine mögliche Zielankunft, aber Ickx und Oliver kamen durch die Schwierigkeiten der schnelleren Konkurrenz nach vorn. Weil der Ferrari wegen eines überhitzten Motors langsamer fahren musste, ging der Ford in Führung. Als das Rennen schon entschieden schien, kam Ickx wegen eines Reifenschadens zu einem unplanmäßigen Stopp an die Box. Dadurch kam der Ferrari bis auf 30 Sekunden an den Gegner heran. Als Andretti gegen Ickx aufholte, ging seinem Ferrari der Treibstoff aus, und er konnte den Wagen gerade noch zum Nachtanken an die Boxen bringen. Dabei verlor er eine ganze Runde, und das Rennen war entschieden. Das Siegerteam durchbrach mit 2000,093 gefahrenen Kilometern erstmals die 2000-Kilometer-Distanzmarke.
Der Versuch, das Rennen mit einer europäischen Rennserie zu verbinden, scheiterte. Die Veranstaltung zählte auch zur Französischen Rundstrecken-Meisterschaft, es war jedoch kein einziges französisches Team am Start.

## Ergebnisse

### Schlussklassement
| 1               | S 5.0    | 22  | J. W. Automotive Engineering Ltd.        | Jacky Ickx Jackie Oliver                       | Ford GT40               | 239 |
| 2               | P 3.0    | 25  | Scuderia Ferrari                         | Chris Amon Mario Andretti                      | Ferrari 312P            | 238 |
| 3               | P 3.0    | 27  | Porsche System Engineering Ltd.          | Rolf Stommelen Joe Buzzetta Kurt Ahrens        | Porsche 908/02          | 235 |
| 4               | P 3.0    | 44  | Escuderia Nacional S.C.                  | Àlex Soler-Roig Rudi Lins                      | Porsche 907 2.2         | 233 |
| 5               | P 3.0    | 29  | Porsche System Engineering Ltd.          | Gerhard Mitter Udo Schütz                      | Porsche 908/02          | 232 |
| 6               | S 5.0    | 11  | American International Racing Inc.       | Lothar Motschenbacher Ed Leslie                | Lola T70 Mk.III GT      | 229 |
| 7               | P 3.0    | 30  | Porsche System Engineering Ltd.          | Vic Elford Richard Attwood                     | Porsche 908/02          | 228 |
| 8               | P 2.0    | 45  | Smothers Brothers Racing Team            | Fred Baker Dick Smothers                       | Porsche 906E            | 215 |
| 9               | P 2.0    | 37  | N.A.R.T.                                 | Ricardo Rodríguez-Cavazos Charlie Kolb         | Ferrari Dino 206S       | 215 |
| 10              | GT + 5.0 | 5   | Best Photo Service                       | Donald Yenko Bob Grossman                      | Chevrolet Camaro Z/28   | 209 |
| 11              | P 2.0    | 46  | Escuderia Manana                         | Armando Capriles Alfredo Atencio               | Porsche 906E            | 203 |
| 12              | GT 2.0   | 52  | Wicky Racing Team                        | Gérard Larrousse André Wicky Jean Sage         | Porsche 911T            | 201 |
| 13              | GT 2.0   | 47  | P.A.R.T.                                 | Bob Bailey Jim Locke                           | Porsche 911T            | 199 |
| 14              | GT + 5.0 | 2   | Troy Promotions Inc.                     | Dick Lang Gib Hufstaeder                       | Chevrolet Corvette      | 196 |
| 15              | P 3.0    | 55  | British Leyland Motor Corporation        | Andrew Hedges Paddy Hopkirk                    | MGC GT                  | 195 |
| 16              | GT 2.0   | 90  | P.A.R.T.                                 | Jim Netterstrom Bruce Jennings Mike Downs      | Porsche 911             | 195 |
| 17              | T 2.0    | 63  | Wilbur Pickett                           | Wilbur Pickett Peter Gregg                     | Porsche 911             | 192 |
| 18              | P 2.0    | 65  | Algar Enterprises Inc.                   | Claudio Maglioli Raffaele Pinto                | Lancia Fulvia HF Zagato | 191 |
| 19              | T 5.0    | 94  | Norberto Mastandrea                      | Robin Ormes Norberto Mastandrea                | Chevrolet Camaro        | 189 |
| 20              | P 2.0    | 71  | Ring Free Oil Racing Team                | Jim Baker Paul Richards Clive Baker            | Austin-Healey Sprite    | 184 |
| 21              | GT + 5.0 | 4   | Or Costanzo                              | Or Costanzo Dave Heinz                         | Chevrolet Corvette      | 184 |
| 22              | T 5.0    | 17  | Bruce Behrens Racing Enterprises         | Vince Gimondo John Tremblay                    | Chevrolet Camaro        | 182 |
| 23              | P 2.0    | 72  | Ring Free Oil Racing Team                | Janet Guthrie Donna Mae Mims Liane Engeman     | Austin-Healey Sprite    | 182 |
| 24              | GT + 5.0 | 1   | Troy Promotions Inc.                     | Tony DeLorenzo Jerry Thompson                  | Chevrolet Corvette      | 181 |
| 25              | T 5.0    | 16  | Richard Stevens                          | Richard Stevens Robert Barg                    | Chevrolet Camaro        | 180 |
| 26              | T 2.0    | 59  | Elsco Corporation                        | Smokey Drolet Rosemary Smith                   | BMW 2002                | 179 |
| 27              | P 2.0    | 66  | Algar Enterprises Inc.                   | Innes Ireland Mike Tillson Howard Hanna        | Lancia Fulvia HF Zagato | 179 |
| 28              | GT 2.0   | 62  | British Leyland Motor Corporation        | Logan Blackburn Jerry Truitt                   | MGB GT                  | 178 |
| 29              | T 2.0    | 84  | Harold Williamson                        | George Drolsom Harold Williamson               | Porsche 911             | 175 |
| 30              | T 5.0    | 93  | Todco Racing Canada Ltd.                 | Craig Fisher Serge Adams                       | Chevrolet Camaro        | 174 |
| 31              | T 5.0    | 20  | David McClain                            | David McClain Don Kerney                       | Chevrolet Camaro        | 174 |
| 32              | T 2.0    | 99T | Gerry Racing Enterprise Inc.             | John Colgate Don Parks                         | MGB                     | 172 |
| 33              | P 2.0    | 73  | Arthur Tuckerman                         | Gregg Cameron Ralph Kemmerer                   | Austin-Healey Sprite    | 170 |
| 34              | P 3.0    | 36  | British Leyland Motor Corporation        | William Brack Craig Hill                       | MGC                     | 169 |
| 35              | T 2.0    | 41  | Escuderia Manana                         | Armando DeAmbadgio Sergio Trevale              | Alfa Romeo GTA junior   | 167 |
| 36              | P 2.0    | 38  | N.A.R.T.                                 | Sam Posey Bob Dini                             | Ferrari Dino 206GT      | 166 |
| 37              | P 3.0    | 26  | N.A.R.T.                                 | Pedro Rodríguez Chuck Parsons                  | Ferrari 250P            | 163 |
| 38              | S 3.0    | 49  | Merv Rosen                               | Merv Rosen Dave Morrell                        | Porsche 906             | 162 |
| 39              | GT 2.0   | 64  | Waldron Motors                           | Chris Waldron Ben Scott Dean Donley            | MGB                     | 155 |
| 40              | T 2.0    | 85  | Richard Crebs                            | Richard Crebs Ronald Strickler Robert Whitaker | Alfa Romeo GTA          | 153 |
| 41              | T 2.0    | 60  | Jim Cooke Buick & Opel                   | Walter Brown Buzz Marcus                       | Opel Rallye             | 152 |
| 42              | S 5.0    | 24  | Auto Enterprizes                         | Francis Grant Dieter Oest                      | Ford GT40               | 148 |
| 43              | S 3.0    | 57  | Raceco                                   | Umberto Maglioli Hugh Kleinpeter Bob Beatty    | Chevron B8              | 143 |
| 44              | P 2.0    | 43  | LeHigh Acres                             | Ray Heppenstall Howard Brown                   | Heppenstall Special     | 142 |
| 45              | T 5.0    | 18  | Wilton Jowett                            | Wilton Jowett Bob Tullius                      | Chevrolet Camaro        | 140 |
| 46              | GT 2.0   | 69  | John Howard                              | Reggie Smith Tony Lilly Don Pickett            | Lotus Europa            | 130 |
| 47              | T 2.0    | 98  | George Sanderson                         | Ron Polimeni Robert Theall                     | Volvo PV544             | 128 |
| Disqualifiziert |          |     |                                          |                                                |                         |     |
| 48              | GT + 5.0 | 3   | Robert Esseks                            | Ed Lowther Robert Esseks Frank Dominianni      | Chevrolet Corvette      | 55  |
| 49              | T 5.0    | 6   | Herbert Madray                           | Garry Davis Herbert Madray Don Madray          | Ford Mustang            | 26  |
| Ausgefallen     |          |     |                                          |                                                |                         |     |
| 50              | GT 5.0   | 63  | Waldron Motors                           | Jim Gammon Ray Mummery Roger Houghton          | MGB                     | 150 |
| 51              | P 3.0    | 31  | Porsche System Engineering Ltd.          | Joseph Siffert Brian Redman                    | Porsche 908/02          | 133 |
| 52              | GT 2.0   | 51  | RBM Motors                               | Gregg Loomis Pete Harrison Jack Ryan           | Porsche 911S            | 130 |
| 53              | S 5.0    | 23  | J. W. Automotive Engineering Ltd.        | David Hobbs Mike Hailwood                      | Ford GT40               | 99  |
| 54              | P 3.0    | 28  | Porsche System Engineering Ltd.          | Hans Herrmann Kurt Ahrens Rolf Stommelen       | Porsche 908/02          | 97  |
| 55              | S 5.0    | 9   | Roger Penske Racing Enterprises          | Ronnie Bucknum Mark Donohue                    | Lola T70 Mk.IIIB GT     | 96  |
| 56              | T 5.0    | 19  | Maurice Carter Chevrolet                 | Maurice Carter Nat Adams                       | Chevrolet Camaro        | 85  |
| 57              | GT 2.0   | 50  | Grand Prix Motor Oil                     | Jacques Duval George Nicholas                  | Porsche 911T            | 62  |
| 58              | T 5.0    | 21  | Larry Drover                             | Larry Dent Larry Bock                          | Chevrolet Camaro        | 62  |
| 59              | T 5.0    | 7   | Argento Racing Organization              | Charlie Rainville Paul Pettey                  | Ford Mustang            | 57  |
| 60              | T 2.0    | 54  | Fred Opert                               | Paul Sanford Fred Opert                        | Porsche 911             | 53  |
| 61              | T 5.0    | 14  | Sportscars Switzerland                   | Ulf Norinder Joakim Bonnier                    | Lola T70 Mk.IIIB GT     | 49  |
| 62              | GT 5.0   | 88  | Don Cummings                             | Randy Blessing Don Cummings Warren Stumes      | Shelby GT350            | 45  |
| 63              | T 2.0    | 88  | Elsco Corporation                        | Ed Hugus Chuck Dietrich Eugene Nearburg        | BMW 2002                | 36  |
| 64              | S 3.0    | 48  | Nationwide of Chicago Food Brothers Inc. | Mike Rahal Bill Stroh Hugh Wise                | Porsche 906             | 31  |
| 65              | P 3.0    | 33  | Autodelta S.P.A.                         | Nino Vaccarella Lucien Bianchi                 | Alfa Romeo T33/3        | 17  |
| 66              | P 3.0    | 32  | Autodelta S.P.A.                         | Mario Casoni Andrea de Adamich                 | Alfa Romeo T33/3        | 15  |
| 67              | S 5.0    | 10  | American International Racing Inc.       | Scooter Patrick Dave Jordan                    | Lola T70 Mk.III GT      | 15  |
| 68              | P 2.0    | 68  | H.R.H. Corp.                             | Bill Scott Jim McDaniel Steve Pieper           | Zink VSR                | 13  |
| 69              | P 2.0    | 67  | Competition Components                   | Bill Boye Russ Shirey                          | Beach 4B                | 6   |
| 70              | P 3.0    | 34  | Autodelta S.P.A.                         | Nanni Galli Ignazio Giunti                     | Alfa Romeo T33/3        | 2   |
| Nicht gestartet |          |     |                                          |                                                |                         |     |
| 71              | T 5.0    | 8   | Fred Van Beuren                          | Fred Van Beuren Raul Perez Gama Ruben Novoa    | Pontiac Firebird        | 1   |
| 72              | P 2.0    | 61  | Gerry Racing Enterprise Inc.             | Robert Samm Don Parks John Colgate             | Lotus 47                | 2   |
| 73              | P 3.0    | 31T | Porsche System Engineering               | Gérard Larrousse Umberto Maglioli              | Porsche 908/02          | 3   |

1 Unfall im Training
2 Motorschaden im Training
3 Trainingswagen

### Nur in der Meldeliste
Hier finden sich Teams, Fahrer und Fahrzeuge, die ursprünglich für das Rennen gemeldet waren, aber aus den unterschiedlichsten Gründen daran nicht teilnahmen.
| Pos. | Klasse   | Nr. | Team                              | Fahrer                                       | Chassis            |
| ---- | -------- | --- | --------------------------------- | -------------------------------------------- | ------------------ |
| 74   | T 2.0    |     | Joseph Greger                     | Joseph Greger                                | Porsche 911        |
| 75   | S 3.0    |     | Hugh Kleinpeter                   | Bob Beatty                                   | Chevron B8         |
| 76   | GT + 5.0 |     | Robert Johnson                    | Robert Johnson                               | Chevrolet Corvette |
| 77   | P 2.0    |     | Unipower                          | Roger Enever Piers Forester                  | Unipower GT        |
| 78   | T 2.0    |     | Fine Grinding                     | Bert Everett Alan Johnson                    | Porsche 911        |
| 79   | GT 2.0   | T   | British Leyland Motor Corporation |                                              | MGC                |
| 80   | S 3.0    | 40T | Autodelta S.P.A.                  | Mario Casoni                                 | Alfa Romeo T33/2   |
| 81   | GT 2.0   | 83  | Kline Porsche Inc.                | Jim Osborne Erwin Dollinger                  | Porsche 911        |
| 82   | T 5.0    | 87  | William Lowell                    | William Lowell Charles Pittenger Dave Dralle | Ford Mustang       |
| 83   | GT 2.0   | 89  | Bill Herrington                   | Jerry Walsh Robert Kilpatrick Rick Mansfield | MGB                |
| 84   | P 2.0    | 91  | Anatoly Arutunoff                 | Anatoly Arutunoff Dick Irish Bill Pryor      | Abarth 2000SP      |
| 85   | T 5.0    | 92  | Haliff Racing Enterprises         | Ed Hinchcliff Bill Clauson                   | Ford Mustang       |
| 86   | T 2.0    | 95  | Aztec Racing Ltd.                 | Ali Lugo Bruce Goldman                       | NSU Prinz          |
| 87   | GT 2.0   | 96  | Herb Wetanson                     | Herb Wetanson Tony Adamowicz Ray Cuomo       | Porsche 911        |
| 88   | T 5.0    | 97  | Roger Penske Racing Enterprises   | Mark Donohue Ronnie Bucknum                  | Chevrolet Camaro   |

### Klassensieger
| Klasse   | Fahrer           | Fahrer              | Fahrer    | Fahrzeug              | Platzierung im Gesamtklassement |
| -------- | ---------------- | ------------------- | --------- | --------------------- | ------------------------------- |
| S 5.0    | Jacky Ickx       | Jackie Oliver       |           | Ford GT40             | Gesamtsieg                      |
| S 3.0    | Merv Rosen       | Dave Morrell        |           | Porsche 906           | Rang 38                         |
| P 3.0    | Chris Amon       | Mario Andretti      |           | Ferrari 312P          | Rang 2                          |
| P 2.0    | Fred Baker       | Dick Smothers       |           | Porsche 906E          | Rang 8                          |
| GT + 5.0 | Donald Yenko     | Bob Grossman        |           | Chevrolet Camaro Z/28 | Rang 10                         |
| GT 2.0   | Gérard Larrousse | André Wicky         | Jean Sage | Porsche 911T          | Rang 12                         |
| T 5.0    | Robin Ormes      | Norberto Mastandrea |           | Chevrolet Camaro      | Rang 19                         |
| T 2.0    | Wilbur Pickett   | Peter Gregg         |           | Porsche 911           | Rang 17                         |

### Renndaten
- Gemeldet: 88
- Gestartet: 70
- Gewertet: 47
- Rennklassen: 8
- Zuschauer: 120000
- Wetter am Renntag: warm und trocken
- Streckenlänge: 8,369 km
- Fahrzeit des Siegerteams: 12:01:24,121 Stunden
- Gesamtrunden des Siegerteams: 239
- Gesamtdistanz des Siegerteams: 2000,093 km
- Siegerschnitt: 166,347 km/h
- Pole-Position: Mario Andretti – Ferrari 312P (#25) – 2:40.140 = 188,129 km/h
- Schnellste Rennrunde: Chris Amon – Ferrari 312P (#25) 2:41.880 = 186,106 km/h
- Rennserie: 2. Lauf zur Sportwagen-Weltmeisterschaft 1969
- Rennserie: 1. Lauf zur Französischen Rundstrecken-Meisterschaft 1969